# Jamel Eddine Bencheikh
Jamel Eddine Bencheikh, auch Jamel-Eddine Bencheikh (geb. 27. Februar 1930 in Casablanca; gest. 8. August 2005 in Charnizay), war ein französisch-algerischer Schriftsteller und Akademiker. Er wurde als Kind algerischer Eltern in Marokko geboren.

## Tätigkeit
Er lehrte an den Universitäten von Algier, Paris-VIII und Paris-IV und war ein Fachmann für mittelalterliche arabische Poesie und Literatur. Zusammen mit André Miquel veröffentlichte er die dreibändige Pléiade-Ausgabe von Tausendundeine Nacht (Les Mille et Une Nuits), für die er vor allem bekannt ist. Die Übersetzung basiert auf der Bulaq-Ausgabe, benannt nach der ägyptischen Stadt, in der der Text 1835 zum ersten Mal gedruckt wurde.
Dieser Veröffentlichung gingen von ihm voraus Les Mille et une Nuits ou la parole prisonnière (Paris: Gallimard. 1988) und Mille et un Contes de la nuit, zusammen mit Claude Bremond und André Miquel (Paris: Gallimard, 1991).
Anlässlich des Todes von Jamel Eddine Bencheikh schrieb Maati Kabbal in der Zeitung Libération:

„Décomplexer l'Orient de l'emprise de l'orientalisme occidental : voilà ce vers quoi tendait sa démarche. Les Mille et Une Nuits […] allaient lui offrir l'opportunité de réaliser ce projet d'édition et de critique. Loin des raccourcis sur un Orient infantile et oisif qui ne cesse de s'ébattre, selon une imagerie clinquante, dans le sang et les désirs charnels, il oeuvre avec son ami André Miquel pour faire passer dans leur traduction un Orient complexe, vivier poétique mais également théâtre du tragique. 
(in ungefährer deutscher Übersetzung:)
Sein Ziel war es, den Orient aus dem Griff des westlichen Orientalismus zu befreien. Die Tausendundeine Nacht […] sollte ihm die Gelegenheit bieten, dieses editorische und kritische Projekt zu verwirklichen. Weit entfernt von den Verkürzungen auf einen kindlichen und müßigen Orient, der sich gemäß einer glitzernden Bildsprache ständig in Blut und fleischlichen Begierden tummelt, arbeitet er mit seinem Freund André Miquel daran, in ihrer Übersetzung einen komplexen Orient zu vermitteln, der eine poetische Brutstätte, aber auch ein Schauplatz der Tragödie ist.“

## Publikationen (Auswahl)
- Les poésies bachiques d’Abû Nuwâs (1964)
- Le rationalisme d’Ibn Khaldoun (1965)
- Sourate d'al-Kahf. Neuf traductions du Coran (Analyses Théorie, 1980)
- Le silence s'est déjà tu (Rabat, SMER, 1981)
- L'Homme poème, (Actes Sud, 1983)
- États de l'aube (Rougerie, 1986)
- Le Voyage nocturne de Muhammed, suivi de l’Aventure de la parole (1988)
- Les Mémoires du sang (Rougerie, 1988)
- Transparence à vif (Rougerie, 1990)
- Alchimiques (Poëgram, 1991. Dessins de Sarah Wiame)
- Déserts d'où je fus (Tétouan, 1994)
- Lambeaux (Paris, 1995)
- Parole montante (Tarabuste, 1997)
- Cantate pour le pays des îles (Marsa Éditions, Paris, 1997)
- Rose noire sans parfum, roman, (Paris, Stock, 1998)
- Poétique arabe : essai sur un discours critique (1998)
- L’Aveugle au visage de grêle (1999) adapté et mis en scène en 2003 par le poète Lionel Mazari
- Parole montante, suivi de Écumes, dessins de Makhi Xenakis (Tarabuste, 1996)
- Failles fertiles du poème (Tarabuste, 1999)
- Les éditions Tarabuste ont publié, en 2002, 2003 et 2010 trois volumes des œuvres poétiques complètes.
- Les Mille et une Nuits, Bibliothèque de la Pléiade, Gallimard 2005 (Übersetzung mit André Miquel), 3 Bände